# Atractodes alamagnus
Atractodes alamagnus är en stekelart som först beskrevs av Davis 1898.  Atractodes alamagnus ingår i släktet Atractodes och familjen brokparasitsteklar. Inga underarter finns listade.